# システムインテグレーション
システムインテグレーション（System Integration：SI）とは、情報システム（Information System：IS）の構築を指す。
また、企業の情報システムの構築を請け負うITサービス（ITコンサルティング、ITソリューション）を指す。この事業者をシステムインテグレーター（SIer）と呼ぶ。
工学においては、システムインテグレーション (system integration) は複数のコンポーネントサブシステムを1つのシステム (システムが包括的な機能性を提供できるよう連携するサブシステム群) に統合し、そうした複数のサブシステムが共に1つのシステムとして確実に機能するようにするプロセスであると定義されている。情報技術では、異なるコンピューティングシステムとソフトウェアアプリケーションを物理的または機能的に接続し、1つの連携したシステムとして振る舞わせるプロセスであると定義されている。
システムインテグレーターは、コンピュータネットワーク、エンタープライズ・アプリケーション・インテグレーション、ビジネスプロセス管理、または手作業のプログラミングといった多様な技術を用いて複数の個別システムを統合 する。ソフトウェアの受託開発を専門とするソフトウェアハウスがプロジェクトに参画することも多い。
システムインテグレーションは、「顧客に対する価値の向上を重視」 (例: 製品品質と性能の改善) しつつ、同時に価値を提供する (例: 運用コストの削減、応答時間の改善) ように既存の複数のシステム (互いに異種システムであることが多い) を統合することを伴う。インターネットで接続された現代の世界では、システムインテグレーションエンジニアの役目は重要である。構築中のシステム内での接続と導入済みシステムへの接続の両方に対応するよう設計されるシステムが増えているためである。

## 概要
1990年代の中頃、メインフレームからオープンシステム（分散システム）に移行すると、システムを構成する製品はマルチベンダーの製造販売となり、各製品の接続性の担保が難しい状況になった。当時、各製品の組み合わせや相性問題は利用者側の問題とされていたが、一社を窓口に発注にすれば、他社製品も併せて、全体の組み合わせ問題を解決するというサービスをIBMが開始した。IBMはこのサービス事業を「システム・インテグレーション」と名付けた。
利用者側（ユーザ企業）は情報システムが高度かつ複雑になり、企業の情報システム部門では永続的なシステム構築が困難になったため、子会社やグループ会社内にシステムインテグレーション事業会社を設立し、アウトソーシングするようになった。日本の三大コンピューターグループ等もIBMのビジネスモデルを模範としたため、システムインテグレーション事業を展開するようになった。このような経緯で日本のIT産業ではシステムインテグレーションを中心としたエンタープライズITサービスが活発化した。

## 具体例
システムインテグレーションは企業の情報システムを構築するサービスであるため、システムインテグレーションのプロセスは一般的なシステム構築と同じである。顧客であるユーザー企業に問題解決のためのITコンサルティングを実施し、要件定義や設計、開発、保守運用を行う。ハードウェアはハードウェアベンダーから調達し、ソフトウェアは既存パッケージの利用や独自開発やソフトウェアハウスへのアウトソーシングによって調達する。最終的には企業の業務システムとして稼働する情報システムとなり、ユーザー企業に「トータルソリューション」という形で提供する。アウトソーシングという手法を多用する事で、しばしばプロジェクトが多重下請構造を形成し、ITゼネコンと揶揄される事態を招いている。

## インテグレーションの手法
垂直統合とは、 (「水平統合」とは反対に) サイロとも呼ばれる機能エンティティを作成することで複数のサブシステムをそれらの機能に応じて統合するプロセスである。この手法の利点は、インテグレーションが迅速に行われ、必要なベンダーだけが関与することである。従って、この手法は短期的には比較的安価である。一方、機能の追加や拡張を行う場合に唯一可能な実装 (システムのスケールアウト) 方法はもう1つのサイロを実装することであるため、所有コストは他の手法で見られるより相当高い。別の機能を作成するためにサブシステムを再利用することは不可能である。
スターインテグレーションまたはスパゲッティインテグレーションとは、各システムが残りの各サブシステムと相互接続するシステムインテグレーションプロセスである。統合されるサブシステムの観点から観察すると、つながり方が星に似ている。しかし、システムの全体図が提示されると、つながり方がスパゲッティのように見える。これが名称の由縁である。費用はサブシステムがエクスポートするインターフェースによって異なる。サブシステムがそれぞれ異なるインターフェース、またはプロプライエタリなインターフェースをエクスポートしている場合、インテグレーションの費用は大幅に上昇する。システムインテグレーションに必要な時間と費用は、追加サブシステムを加えると飛躍的に上昇する。機能の観点からは、この手法は機能の再利用が極めて柔軟であるため、好ましい場合が多いようである。
水平統合またはエンタープライズ・サービス・バス (ESB) とは、他のサブシステム間との通信専用のサブシステムを用意するインテグレーション手法である。この手法では、ESBに直結するサブシステム1つにつき接続 (インターフェース) 数を1つにまで削減することができる。ESBは、各サブシステムのインターフェースを別のインターフェースに変換することができる。これによってインテグレーションの費用を抑え、極めて高い柔軟性を提供することができる。システムがこの手法で統合された場合、任意のサブシステムを、類似の機能を提供するが異なるインターフェースをエクスポートする別のサブシステムに完全に置き換えることができる。これは他のサブシステムにとって完全に透過的である。唯一必要な措置は、ESBと新規サブシステム間の新しいインターフェースを実装することである。
ただし、中間データ変換の費用または責任をビジネスロジックに転嫁する費用が避けられると考えられる場合、水平スキームは誤りである可能性がある。
共通データフォーマットとは、すべてのアダプターが他のすべてのアプリケーションのフォーマットにデータを変換 し、またそうしたフォーマットからデータを変換しなければならないということを回避するインテグレーション手法である。エンタープライズ・アプリケーション・インテグレーション (EAI) システムは、アプリケーションから独立した (つまりアプリケーション共通の) データフォーマットを規定するのが普通である。EAIシステムは通常、データ変換サービスを提供し、またアプリケーション独自のフォーマットと共通フォーマット間の変換を支援する。これは2段階で行われる。アダプターはまず情報をアプリケーションのフォーマットからバスの共通フォーマットに変換する。続いて、変換された情報にセマンティック変換が適用される (郵便番号を市の名称に変換すること、あるアプリケーションのオブジェクトを他のアプリケーションのオブジェクトに分割／結合すること等)。

## システムインテグレーションの終焉
日本企業の情報システムが安定稼働する裏には高い技術力を持つSIerの存在があるが、2010年代中頃からITを取り巻く環境が激変し、SI（システムインテグレーション）は崩壊、淘汰、終焉の時代に突入した。

### ディスラプター（創造的破壊者）
米国IT企業が技術力を武器に様々な業界の勢力図を塗り替えていく現象が見られるようになった。
- 日本の携帯電話（フィーチャーフォン、ガラケー）からiPhoneやAndroid等のスマートフォンへの移り変わり
- 自動車業界では自動運転やMaaSといった新しい分野で自動車メーカーとIT企業の争いが激化
- 金融業界ではフィンテック企業が台頭

### デジタルトランスフォーメーション
ITをアウトソーシングしてきた企業はシステムインテグレーションのノウハウが蓄積しておらず、IT中心の組織に変革する動きが活発化した。
- デジタル専門部署（「攻めのIT」やガートナーが提唱する「モード2」）の設置
- 人工知能（データサイエンス）やクラウドコンピューティングの活用
- IT部門・情報システム子会社の再編（例えば以下のパターンが見られる）
  - 情報システム子会社を本体へ吸収（内製回帰）
  - 情報システム子会社をITベンダーに売却（フルアウトソーシング）
  - 本体のIT部門を解体し、情報システム子会社に集約
  - デジタル専門部署との統合

### 情報システム子会社の役割再定義
デジタルトランスフォーメーションに伴い従来のIBMビジネスモデルから新たな役割、位置付けへと転換する動きが見られる。
- STEP1：従来型機能子会社 - グループの社内向けIT
- STEP2：従来型事業子会社 - グループでの経験を活かして独り立ち
- STEP3：改革支援子会社 - グループの既存事業、新規事業をITによって変革、創出
- STEP4：デジタル戦略子会社 - グループの本業分野での経験を活かしてデジタル分野を事業化

### IBMビジネスモデルの転換
Amazon.comやマイクロソフトが提供するクラウドサービス（Amazon Web Services、Microsoft Azure）をはじめ、日本企業がクラウドコンピューティングを活用するようになると、IBMもシステムインテグレーションからクラウドサービス（IBM Cloud）に転換するようになった。2018年10月28日に、IBMが340億USドル（日本円にして約3兆8000億円）でRed Hat, Inc.を買収すると発表し、IT業界に衝撃を与えた。

## 2025年の崖
2018年9月、経済産業省は「DXレポート ～ITシステム「2025年の崖」克服とDXの本格的な展開～」を発表し、システムインテグレーションに伴うレガシーシステムが2025年から毎年12兆円の経済損失をもたらすと提言した。2025年を目途にデジタルトランスフォーメーションを完了していない企業は生き残りが困難であり、死活問題となっている。
システムインテグレーション事業者はデジタルトランスフォーメーションを推進する企業に対してクラウドや共通プラットフォームを提供する事業者へと転換する動きが見られる。